# Pacios (Piedrafita)
Pacios (llamada oficialmente San Lourenzo de Pacios) es una parroquia y una aldea española del municipio de Piedrafita, en la provincia de Lugo, Galicia.

## Organización territorial
La parroquia está formada por dos entidades de población:
- Pacios
- Seixo

## Demografía

### Parroquia
| Gráfica de evolución demográfica de Pacios (parroquia) entre 2000 y 2020 |
|                                                                          |
| Datos según el nomenclátor publicado por el INE.                         |

### Aldea
| Gráfica de evolución demográfica de Pacios (aldea) entre 2000 y 2020 |
|                                                                      |
| Datos según el nomenclátor publicado por el INE.                     |